# Dionisy Zarembo
Dionisy Fiodorovitch Zarembo (en russe Дионисий Фёдорович Зарембо), né en 1797 et mort en 1855, est un officier de marine et explorateur russe.

## Biographie
Né en 1797 dans une famille noble de la province de Moguilev, il est diplômé de l'École de navigation de la Baltique en 1814.
De 1816 à 1818, il sert comme assistant navigateur sur le navire de la compagnie russe d'Amérique Suvorov, sous les ordres du commandant Sachar Iwanowitsch Panafidin (de), de Cronstadt à l'Amérique russe en passant par le cap Horn et retour par le même chemin. Le 14 avril  1819, il est promu aide-navigateur de la 14e classe.
Il effectue de 1819 à 1821 un deuxième tour du monde avec une escale en Amérique russe sur le navire Borodino, toujours sous le commandement de Ponafidin. Le 1er mars 1822 , il est promu aspirant et, de 1822 à 1824, il sert à Kronstadt dans le 21e équipage naval.
En 1825, il est navigateur sur le brick Revel dans le golfe de Finlande.
En février 1826, il est détaché auprès de la Compagnie russo-américaine et traverse la Sibérie jusqu'à Okhotsk puis, de là, le 8 octobre, il arrive à Novo-Arkhangelsk sur le brick Finland. Le 22 février 1828 , il est promu au grade de lieutenant.
Il navigue de 1827 à 1838 dans l'océan Pacifique, commandant divers navires de la compagnie russo-américaine, explore l'archipel Alexandre au large de la côte ouest de l'Amérique du Nord (dans le golfe d'Alaska). Sur les instructions de Ferdinand von Wrangel, il construit le port de Dionisievsky sur la côte continentale de l'Amérique dans le cours inférieur du fleuve Stikine et plusieurs autres fortifications russes. En 1831, il commande le brick Urup sur lequel, sous la direction de Wrangel, il navigue de Novo-Arkhangelsk à Okhotsk. En 1833, il commande le brick Chichagov.
Le 6 décembre 1837, Zarembo est promu au grade de capitaine de corvette. Au cours des trois dernières années, il construit deux autres ports au nord de Dionisievsky.
En 1839, commandant le brick Baikal, il s'installe à Okhotsk, et de là, après avoir traversé la Sibérie, il arrive par voie terrestre à Saint-Pétersbourg puis à Kronstadt où en 1840, il commande le navire Heir Alexander. Il devient l'assistant de Adolf Etolin et est promu capitaine de 2e rang en 1842.
Il négocie en 1841 la vente de Fort Ross, que la Russie détenait en Californie. Il poursuit ses recherches hydrographiques dans la mer de Béring et dans le golfe d'Alaska.
Le 3 avril 1849, il est promu capitaine de 1er rang et en 1850, est décoré de l'Ordre de Saint-Georges, 4e degré (no 8363). Le 12 décembre 1851, il prend sa retraite.
Ayant remis ses affaires, Zarembo part pour Saint-Pétersbourg par la Sibérie. Pendant un certain temps, il collabore avec la Société russe de géographie.
En 1855, il tombe malade et meurt subitement ; le lieu exact du décès est inconnu. En apprenant sa mort, F. P. Wrangel déclare avec amertume : « Zarembo a tant fait pour notre patrie qu'il pourrait être à égalité avec les explorateurs exceptionnels de l'Amérique du Nord, mais, hélas, il est décédé en tant que modeste officier de marine ».

## Hommage
- L'île Zarembo qu'il a découverte porte son nom[6].